# Hugo Weber Fachinger
Hugo Weber Fachinger (Dobrilugk, 1890) fue un marinero de señales de la Kaiserliche Marine que navegó en el SMS Dresden hasta el hundimiento de la nave en combate con la Marina Británica durante la Primera Guerra Mundial. Junto a su tripulación, fue llevado como prisionero de guerra a la isla Quiriquina, donde permaneció hasta el final de la guerra. Una vez liberado, se fue a vivir a la Patagonia, donde trabajó como cazador de lobos. De su tiempo en Tierra del Fuego surgió el libro  Als Pelzjäger im Feuerland, publicado por la editorial August Edjerl en Alemania.
En 1930, subió por el continente y se instaló en el interior de la isla Más a Tierra (hoy isla Robinson Crusoe), donde permaneció por diez años, ganándose el apodo de “Robinson alemán”. Durante su estadía, colaboró en la investigación botánica de prestigiosas universidades europeas y en publicaciones de revistas alemanas, con lo que se hizo conocido en su país de origen como el “Robinson moderno”.
En 1935, el Gobierno de Chile designó a Hugo Weber Fachinger y Carlos Bock como guardaparques del parque nacional Archipiélago de Juan Fernández, el primer parque nacional insular. Esto fue un reconocimiento al trabajo de campo realizado por ellos para connotados botánicos como Federico Johow, Carl Skottsberg, Gualterio Looser y otros más. Además, ambos fueron distinguidos como miembros de la Academia Chilena de Ciencias.
En 1938, un equipo de la Bavaria Film viajó a la isla para filmar la película Ein Robinson, basada en su historia. El proyecto estuvo a cargo del reconocido director de cine de montaña Arnold Fanck y el actor que hizo de Robinson fue el también famoso Herbert Böhme.
En 1940, Hugo Weber publicó en Alemania Signalmaat Weber, su historia como Robinson moderno, que también incluyó los detalles de cómo se convirtió en el primer guardaparques insular, abordando la fama que lo llevó a ser motivo de una película. 
En 1943, un periodista de Santiago que lo había visitado en la isla publicó un artículo en que lo sindicó como espía alemán trabajando para el Eje y reportando a la Alemania nazi a través de un radiotransmisor que mantenía en su cabaña. Enterados los isleños, lo enfrentaron acusándolo de servir de enlace a los barcos germanos surcando el Pacífico sur.  Al mismo tiempo, la posición neutral ante el nazismo del Gobierno de Chile a través del presidente Pedro Aguirre Cerda se volvía algo muy distinto al asumir en el cargo Juan Antonio Ríos. El nuevo Presidente declaraba la guerra a Alemania, dando órdenes de investigar a los alemanes en Chile y procesar a quienes mantenían radiotransmisores. Ante la agresividad de la prensa, el gobierno, los habitantes de la isla y el Departamento 50 de la Policía de Investigaciones de Chile, Hugo Weber y su esposa se sintieron obligados a escapar rápidamente de su hogar en la zona de Plazoleta El Yunque. Esto coincidió también con el envío de armamento y militares para proteger la isla en caso de que pudiera ocurrir un intento de ocupación por parte del Eje.

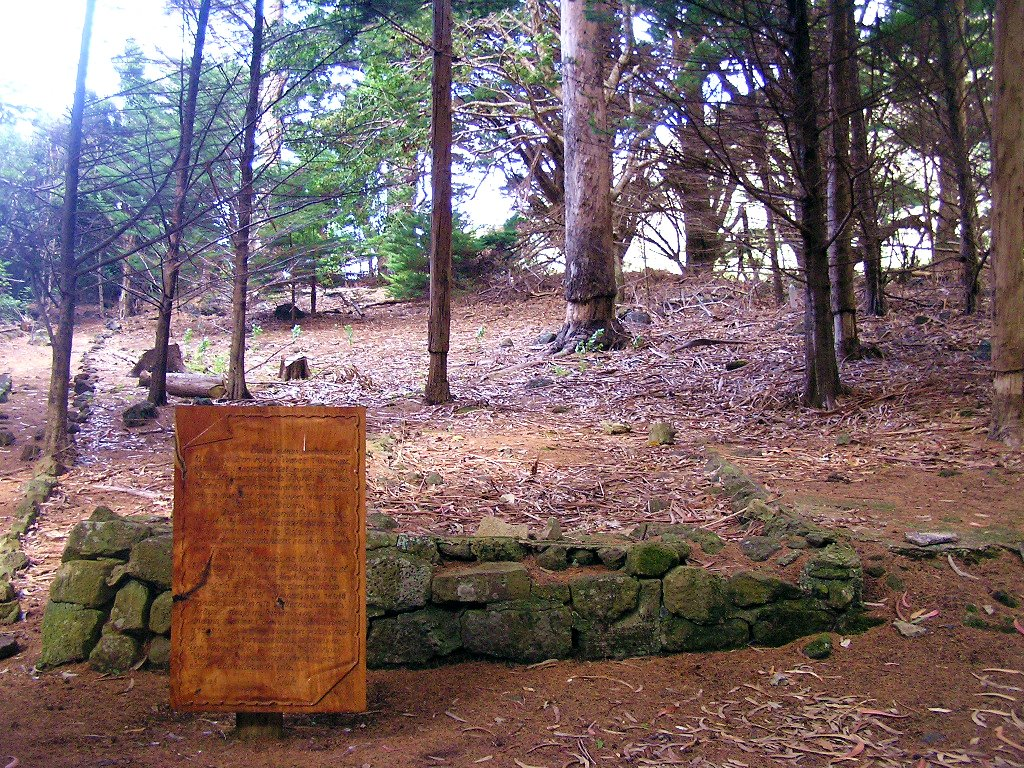
Restos de la casa de Hugo Weber Fachinger - Placa recordatoria.

En 1945, con el término de la Segunda Guerra Mundial, la película Ein Robinson fue proscrita y declarada propaganda nazi en Alemania. Esto arrastró a la misma clasificación al libro de Hugo Weber, que fue quemado junto a otra literatura de adherentes al nazismo.

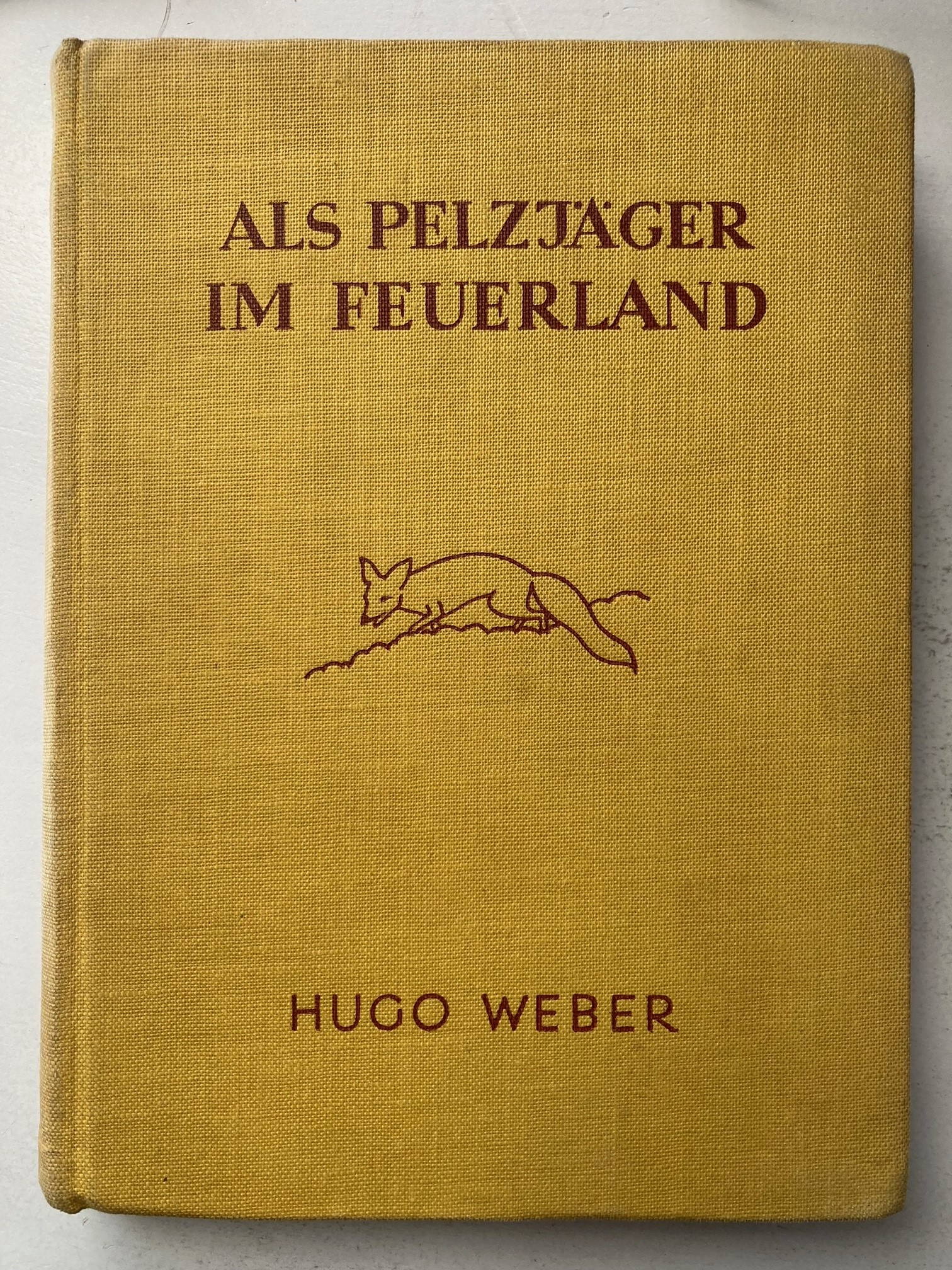
Als Pelzjager Im Feuerland.

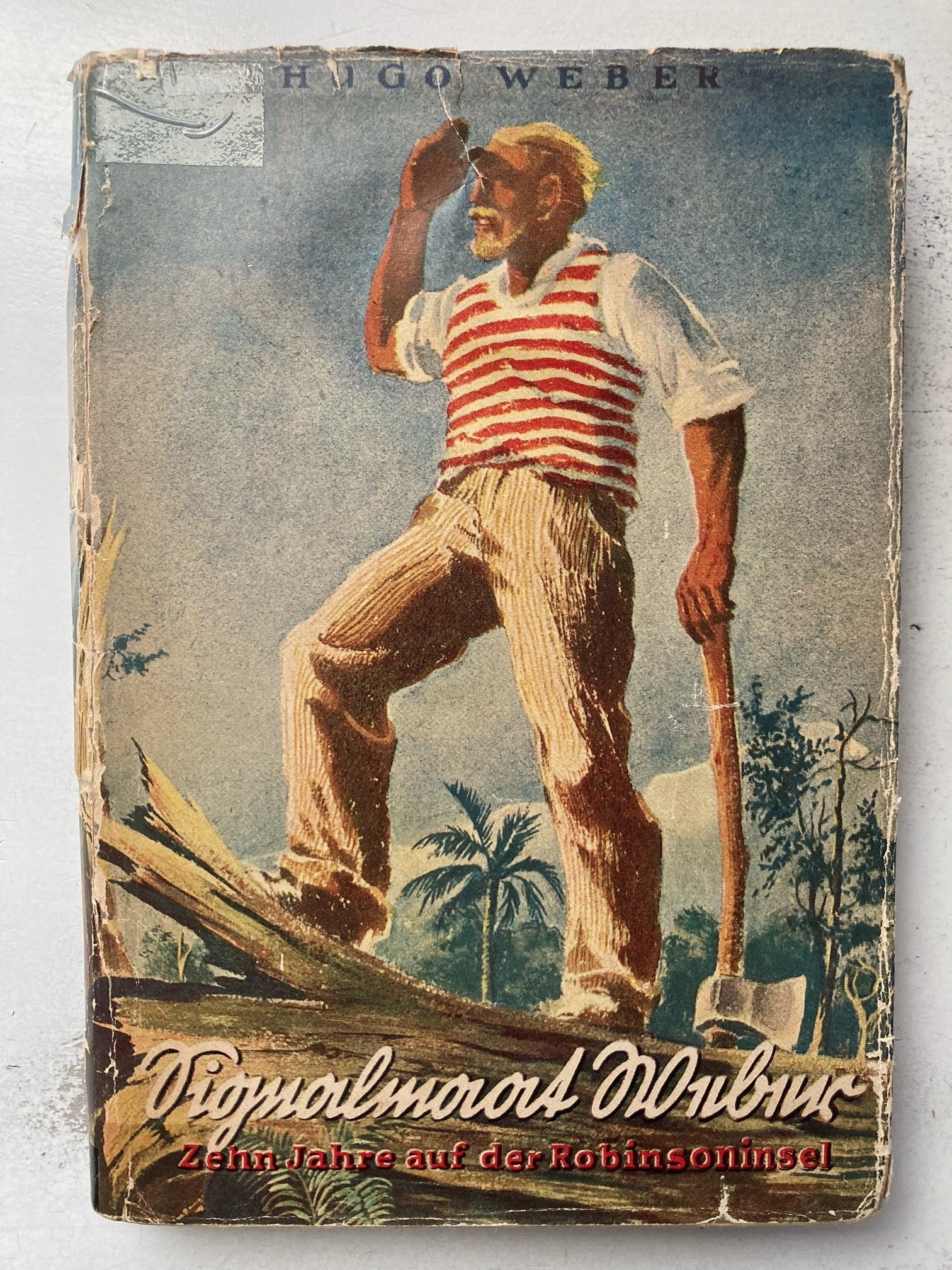
Signalmaat Weber.

A partir de estos incidentes, las pistas sobre la ubicación de Hugo Weber y su esposa, como también las actividades en las que pudieran haberse visto involucrados, empiezan a difuminarse. El Robinson alemán se habría refugiado en una chacra de La Cruz de propiedad de la familia Behn, donde habrían permanecido de incógnitos por alrededor de quince años. A principios de los años 60, la pareja habría vuelto a la Alemania dividida por el muro, refugiándose en Dobrilugk, el lugar de nacimiento de Weber. Ambos habrían fallecido durante la década de los setenta.
El aporte de Hugo Weber Fachinger como protector de territorios del archipiélago de Juan Fernández logrando la denominación de ellos como parque nacional quedó reconocido, aunque con bemoles y críticas, a través de la obra The Natural History of Juan Fernandez and Easter Island, de Carl Skottsberg, con la que el investigador y explorador sueco obtuvo la Medalla Darwin-Wallace en 1958, el premio más importante en relación con la biología de la evolución, que se entregaba en Londres cada cincuenta años.

## En la literatura
Hugo Weber aparece como uno de los tripulantes del SMS Dresden en la novela Señales del Dresden.
La vida de Hugo Weber Fachinger fue novelada en el libro Un Robinson, de Martín Pérez Ibarra, Ril Editores, donde se narran los encuentros del náufrago con el director de cine de montaña alemán Arnold Fanck durante la filmación de la película Ein Robinson. Entre los temas de la novela figura el empeño de Weber como guardaparques para que el Archipiélago de Juan Fernández fuera declarado Parque Nacional, lo que lo llevó a tomar contacto con grandes botánicos como Federico Johow y Carl Skottsberg, entre otros, y a ser declarado miembro de la Academia de Ciencias de Chile.

## En el cine
La película Ein Robinson, basada en la vida de Hugo Weber Fachinger y filmada en el Archipiélago de Juan Fernández se puede encontrar en formato DVD a través del  sitio www.rhenania.de

## Obras de Hugo Weber Fachinger
- AlsPelzäger in Feuerland, 1929, publicado por la editorial August Edjerl en Alemania
- Signalmaat Weber, 1940, publicado por  Enblin & Lailin en Alemania.